# Collegio elettorale di Bologna (Regno d'Italia)
Il collegio elettorale di Bologna è stato un collegio elettorale uninominale e di lista del Regno d'Italia per l'elezione della Camera dei deputati.

## Storia
Il collegio uninominale venne istituito, insieme ad altri 442, tramite regio decreto 17 dicembre 1860, n. 4513.
Successivamente divenne collegio plurinominale tramite regio decreto 24 settembre 1882, n. 999, in seguito alla riforma che stabilì complessivamente 135 collegi elettorali.
Tornò poi ad essere un collegio uninominale tramite regio decreto 14 giugno 1891, n. 280, in seguito alla riforma che stabilì complessivamente 508 collegi elettorali.
In seguito divenne un collegio con scrutinio di lista con sistema proporzionale tramite regio decreto 10 settembre 1919, n. 1576, in seguito alla riforma che definì 54 collegi elettorali.
Il numero di collegi fu ridotto tramite regio decreto 2 aprile 1921, n. 320, in seguito alla riforma che definì 40 collegi elettorali.
Fu soppresso definitivamente con l'istituzione del collegio unico nazionale tramite regio decreto del 13 dicembre 1923, n. 2694.
| Legislature           | VIII | IX   | X    | XI   | XII  | XIII | XIV  | XV   | XVI  | XVII | XVIII | XIX  | XX   | XXI  | XXII | XXIII | XXIV | XXV  | XXVI | XXVII | XXVIII | XXIX | XXX  |
| --------------------- | ---- | ---- | ---- | ---- | ---- | ---- | ---- | ---- | ---- | ---- | ----- | ---- | ---- | ---- | ---- | ----- | ---- | ---- | ---- | ----- | ------ | ---- | ---- |
| Elezioni              | 1861 | 1865 | 1867 | 1870 | 1874 | 1876 | 1880 | 1882 | 1886 | 1890 | 1892  | 1895 | 1897 | 1900 | 1904 | 1909  | 1913 | 1919 | 1921 | 1924  | 1929   | 1934 | 1939 |
| Deputati nel collegio | 1    | 1    | 1    | 1    | 1    | 1    | 1    | 5    | 5    | 5    | 1     | 1    | 1    | 1    | 1    | 1     | 1    | 8    | 20   |       |        |      |      |
|                       |      |      |      |      |      |      |      |      |      |      |       |      |      |      |      |       |      |      |      |       |        |      |      |
| Totale eletti         | 443  | 493  | 493  | 508  | 508  | 508  | 508  | 508  | 508  | 508  | 508   | 508  | 508  | 508  | 508  | 508   | 508  | 508  | 535  | 535   | 400    | 400  |      |
| Numero collegi        | 443  | 493  | 493  | 508  | 508  | 508  | 508  | 135  | 135  | 135  | 508   | 508  | 508  | 508  | 508  | 508   | 508  | 54   | 40   | 15    | 1      | 1    |      |

## Territorio
Nel 1919 Bologna divenne capoluogo del collegio comprendente l'intera provincia; nel 1921 il collegio inglobò anche le province di Ferrara, di Ravenna e di Forlì.

## Dati elettorali
Nel collegio si svolsero elezioni per diciannove legislature.

### VIII legislatura
Le votazioni si svolsero in 443 collegi uninominali a doppio turno. Come previsto dalla legge elettorale del 17 dicembre 1860, era eletto al primo turno il candidato che «riunisce in suo favore più del terzo dei voti del total numero dei membri componenti il collegio e più della metà dei suffragi dati dai votanti presenti all'adunanza» (art. 91). Se nessun candidato era eletto, al ballottaggio tra i due candidati con più voti era eletto chi otteneva il maggior numero di voti (art. 92) o, in caso di ugual numero di voti, il maggiore d'età (art. 93).
| Partito                            | Partito                            | Candidato                          | Risultati 27 gennaio 1861 | Risultati 27 gennaio 1861 |
| Partito                            | Partito                            | Candidato                          | Voti                      | %                         |
| ---------------------------------- | ---------------------------------- | ---------------------------------- | ------------------------- | ------------------------- |
|                                    | —                                  | Marco Minghetti                    | 600                       | 96,62                     |
|                                    | —                                  | Carlo Berti PIchat                 | 21                        | 3,38                      |
|                                    |                                    |                                    |                           |                           |
| Iscritti                           | Iscritti                           | Iscritti                           | 1 596                     | 100,00                    |
| ↳ Votanti (% su iscritti)          | ↳ Votanti (% su iscritti)          | ↳ Votanti (% su iscritti)          | 680                       | 42,61                     |
| ↳ Voti validi (% su votanti)       | ↳ Voti validi (% su votanti)       | ↳ Voti validi (% su votanti)       | 621                       | 91,32                     |
| ↳ Schede non valide (% su votanti) | ↳ Schede non valide (% su votanti) | ↳ Schede non valide (% su votanti) | 59                        | 8,68                      |
| ↳ Astenuti (% su iscritti)         | ↳ Astenuti (% su iscritti)         | ↳ Astenuti (% su iscritti)         | 916                       | 57,39                     |

Il deputato Minghetti cessò perché fu nominato ministro delle finanze l'8 dicembre 1862 e fu indetta l'elezione suppletiva per l'11 gennaio 1863.
| Partito                            | Partito                            | Candidato                          | Primo turno 11 gennaio 1863 | Primo turno 11 gennaio 1863 | Ballottaggio 18 gennaio 1863 | Ballottaggio 18 gennaio 1863 |
| Partito                            | Partito                            | Candidato                          | Voti                        | %                           | Voti                         | %                            |
| ---------------------------------- | ---------------------------------- | ---------------------------------- | --------------------------- | --------------------------- | ---------------------------- | ---------------------------- |
|                                    | —                                  | Marco Minghetti                    | 357                         | 95,20                       | 420                          | 93,54                        |
|                                    | —                                  | Giuseppe Galletti                  | 18                          | 4,80                        | 29                           | 6,46                         |
|                                    |                                    |                                    |                             |                             |                              |                              |
| Iscritti                           | Iscritti                           | Iscritti                           | 1 251                       | 100,00                      | 1 251                        | 100,00                       |
| ↳ Votanti (% su iscritti)          | ↳ Votanti (% su iscritti)          | ↳ Votanti (% su iscritti)          | 392                         | 31,33                       | 450                          | 35,97                        |
| ↳ Voti validi (% su votanti)       | ↳ Voti validi (% su votanti)       | ↳ Voti validi (% su votanti)       | 375                         | 95,66                       | 449                          | 99,78                        |
| ↳ Schede non valide (% su votanti) | ↳ Schede non valide (% su votanti) | ↳ Schede non valide (% su votanti) | 17                          | 4,34                        | 1                            | 0,22                         |
| ↳ Astenuti (% su iscritti)         | ↳ Astenuti (% su iscritti)         | ↳ Astenuti (% su iscritti)         | 859                         | 68,67                       | 801                          | 64,03                        |

### IX legislatura
Le votazioni si svolsero in 493 collegi uninominali a doppio turno con la stessa normativa precedente (al primo turno un numero di voti maggiore di un terzo degli iscritti al voto).
| Partito                            | Partito                            | Candidato                          | Primo turno 22 ottobre 1865 | Primo turno 22 ottobre 1865 | Ballottaggio 29 ottobre 1865 | Ballottaggio 29 ottobre 1865 |
| Partito                            | Partito                            | Candidato                          | Voti                        | %                           | Voti                         | %                            |
| ---------------------------------- | ---------------------------------- | ---------------------------------- | --------------------------- | --------------------------- | ---------------------------- | ---------------------------- |
|                                    | —                                  | Marco Minghetti                    | 569                         | 83,07                       | 628                          | 82,85                        |
|                                    | —                                  | Francesco Rizzoli                  | 116                         | 16,93                       | 130                          | 17,15                        |
|                                    |                                    |                                    |                             |                             |                              |                              |
| Iscritti                           | Iscritti                           | Iscritti                           | 1 720                       | 100,00                      | 1 720                        | 100,00                       |
| ↳ Votanti (% su iscritti)          | ↳ Votanti (% su iscritti)          | ↳ Votanti (% su iscritti)          | 780                         | 45,35                       | 774                          | 45,00                        |
| ↳ Voti validi (% su votanti)       | ↳ Voti validi (% su votanti)       | ↳ Voti validi (% su votanti)       | 685                         | 87,82                       | 758                          | 97,93                        |
| ↳ Schede non valide (% su votanti) | ↳ Schede non valide (% su votanti) | ↳ Schede non valide (% su votanti) | 95                          | 12,18                       | 16                           | 2,07                         |
| ↳ Astenuti (% su iscritti)         | ↳ Astenuti (% su iscritti)         | ↳ Astenuti (% su iscritti)         | 940                         | 54,65                       | 946                          | 55,00                        |

### X legislatura
Le votazioni si svolsero in 493 collegi uninominali a doppio turno con la stessa normativa precedente (al primo turno un numero di voti maggiore di un terzo degli iscritti al voto).
| Partito                            | Partito                            | Candidato                          | Primo turno 10 marzo 1867 | Primo turno 10 marzo 1867 | Ballottaggio 17 marzo 1867 | Ballottaggio 17 marzo 1867 |
| Partito                            | Partito                            | Candidato                          | Voti                      | %                         | Voti                       | %                          |
| ---------------------------------- | ---------------------------------- | ---------------------------------- | ------------------------- | ------------------------- | -------------------------- | -------------------------- |
|                                    | —                                  | Marco Minghetti                    | 394                       | 48,46                     | 544                        | 50,42                      |
|                                    | —                                  | Giuseppe Ceneri                    | 419                       | 51,54                     | 535                        | 49,58                      |
|                                    |                                    |                                    |                           |                           |                            |                            |
| Iscritti                           | Iscritti                           | Iscritti                           | 1 703                     | 100,00                    | 1 703                      | 100,00                     |
| ↳ Votanti (% su iscritti)          | ↳ Votanti (% su iscritti)          | ↳ Votanti (% su iscritti)          | 854                       | 50,15                     | 1 102                      | 64,71                      |
| ↳ Voti validi (% su votanti)       | ↳ Voti validi (% su votanti)       | ↳ Voti validi (% su votanti)       | 813                       | 95,20                     | 1 079                      | 97,91                      |
| ↳ Schede non valide (% su votanti) | ↳ Schede non valide (% su votanti) | ↳ Schede non valide (% su votanti) | 41                        | 4,80                      | 23                         | 2,09                       |
| ↳ Astenuti (% su iscritti)         | ↳ Astenuti (% su iscritti)         | ↳ Astenuti (% su iscritti)         | 849                       | 49,85                     | 601                        | 35,29                      |

Il deputato Minghetti cessò perché fu nominato ministro di agricoltura, industria e commercio il 13 maggio 1869 e fu indetta l'elezione amministrativa per il 30 maggio 1869.
| Partito                            | Partito                            | Candidato                          | Primo turno 30 maggio 1869 | Primo turno 30 maggio 1869 | Ballottaggio 6 giugno 1869 | Ballottaggio 6 giugno 1869 |
| Partito                            | Partito                            | Candidato                          | Voti                       | %                          | Voti                       | %                          |
| ---------------------------------- | ---------------------------------- | ---------------------------------- | -------------------------- | -------------------------- | -------------------------- | -------------------------- |
|                                    | —                                  | Giuseppe Ceneri                    | 499                        | 54,90                      | 649                        | 53,64                      |
|                                    | —                                  | Marco Minghetti                    | 410                        | 45,10                      | 561                        | 46,36                      |
|                                    |                                    |                                    |                            |                            |                            |                            |
| Iscritti                           | Iscritti                           | Iscritti                           | 1 870                      | 100,00                     | 1 870                      | 100,00                     |
| ↳ Votanti (% su iscritti)          | ↳ Votanti (% su iscritti)          | ↳ Votanti (% su iscritti)          | 944                        | 50,48                      | 1 224                      | 65,45                      |
| ↳ Voti validi (% su votanti)       | ↳ Voti validi (% su votanti)       | ↳ Voti validi (% su votanti)       | 909                        | 96,29                      | 1 210                      | 98,86                      |
| ↳ Schede non valide (% su votanti) | ↳ Schede non valide (% su votanti) | ↳ Schede non valide (% su votanti) | 35                         | 3,71                       | 14                         | 1,14                       |
| ↳ Astenuti (% su iscritti)         | ↳ Astenuti (% su iscritti)         | ↳ Astenuti (% su iscritti)         | 926                        | 49,52                      | 646                        | 34,55                      |

Il deputato Ceneri su dimise il 29 marzo 1870 e fu indetta l'elezione suppletiva per il 24 aprile 1870.
| Partito                            | Partito                            | Candidato                          | Primo turno 24 aprile 1870 | Primo turno 24 aprile 1870 | Ballottaggio 1º maggio 1870 | Ballottaggio 1º maggio 1870 |
| Partito                            | Partito                            | Candidato                          | Voti                       | %                          | Voti                        | %                           |
| ---------------------------------- | ---------------------------------- | ---------------------------------- | -------------------------- | -------------------------- | --------------------------- | --------------------------- |
|                                    | —                                  | Pietro Buratti                     | 487                        | 94,75                      | 418                         | 86,19                       |
|                                    | —                                  | Alessandro Nunziante               | 27                         | 5,25                       | 67                          | 13,81                       |
|                                    |                                    |                                    |                            |                            |                             |                             |
| Iscritti                           | Iscritti                           | Iscritti                           | 2 190                      | 100,00                     | 2 190                       | 100,00                      |
| ↳ Votanti (% su iscritti)          | ↳ Votanti (% su iscritti)          | ↳ Votanti (% su iscritti)          | 611                        | 27,90                      | 515                         | 23,52                       |
| ↳ Voti validi (% su votanti)       | ↳ Voti validi (% su votanti)       | ↳ Voti validi (% su votanti)       | 514                        | 84,12                      | 485                         | 94,17                       |
| ↳ Schede non valide (% su votanti) | ↳ Schede non valide (% su votanti) | ↳ Schede non valide (% su votanti) | 97                         | 15,88                      | 30                          | 5,83                        |
| ↳ Astenuti (% su iscritti)         | ↳ Astenuti (% su iscritti)         | ↳ Astenuti (% su iscritti)         | 1 579                      | 72,10                      | 1 675                       | 76,48                       |

### XI legislatura
Le votazioni si svolsero in 508 collegi uninominali a doppio turno con la normativa del 1860 (al primo turno un numero di voti maggiore di un terzo degli iscritti al voto).
| Partito                            | Partito                            | Candidato                          | Primo turno 20 novembre 1870 | Primo turno 20 novembre 1870 | Ballottaggio 27 novembre 1870 | Ballottaggio 27 novembre 1870 |
| Partito                            | Partito                            | Candidato                          | Voti                         | %                            | Voti                          | %                             |
| ---------------------------------- | ---------------------------------- | ---------------------------------- | ---------------------------- | ---------------------------- | ----------------------------- | ----------------------------- |
|                                    | —                                  | Giorgio Pizzoli                    | 415                          | 64,44                        | 466                           | 83,21                         |
|                                    | —                                  | Marco Minghetti                    | 143                          | 22,20                        | 94                            | 16,79                         |
|                                    | —                                  | Giuseppe Ceneri                    | 86                           | 13,35                        |                               |                               |
|                                    |                                    |                                    |                              |                              |                               |                               |
| Iscritti                           | Iscritti                           | Iscritti                           | 2 305                        | 100,00                       | 2 305                         | 100,00                        |
| ↳ Votanti (% su iscritti)          | ↳ Votanti (% su iscritti)          | ↳ Votanti (% su iscritti)          | 722                          | 31,32                        | 599                           | 25,99                         |
| ↳ Voti validi (% su votanti)       | ↳ Voti validi (% su votanti)       | ↳ Voti validi (% su votanti)       | 644                          | 89,20                        | 560                           | 93,49                         |
| ↳ Schede non valide (% su votanti) | ↳ Schede non valide (% su votanti) | ↳ Schede non valide (% su votanti) | 78                           | 10,80                        | 39                            | 6,51                          |
| ↳ Astenuti (% su iscritti)         | ↳ Astenuti (% su iscritti)         | ↳ Astenuti (% su iscritti)         | 1 583                        | 68,68                        | 1 706                         | 74,01                         |

Il deputato Pizzoli si dimise il 25 novembre 1872 e fu indetta l'elezione suppletiva per il 22 dicembre 1872.
| Partito                            | Partito                            | Candidato                          | Primo turno 22 dicembre 1872 | Primo turno 22 dicembre 1872 | Ballottaggio 29 dicembre 1872 | Ballottaggio 29 dicembre 1872 |
| Partito                            | Partito                            | Candidato                          | Voti                         | %                            | Voti                          | %                             |
| ---------------------------------- | ---------------------------------- | ---------------------------------- | ---------------------------- | ---------------------------- | ----------------------------- | ----------------------------- |
|                                    | —                                  | Cesare Zanolini                    | 247                          | 96,11                        | 231                           | 92,03                         |
|                                    | —                                  | Gualtiero Sacchetti                | 10                           | 3,89                         | 20                            | 7,97                          |
|                                    |                                    |                                    |                              |                              |                               |                               |
| Iscritti                           | Iscritti                           | Iscritti                           | 2 268                        | 100,00                       | 2 268                         | 100,00                        |
| ↳ Votanti (% su iscritti)          | ↳ Votanti (% su iscritti)          | ↳ Votanti (% su iscritti)          | 276                          | 12,17                        | 252                           | 11,11                         |
| ↳ Voti validi (% su votanti)       | ↳ Voti validi (% su votanti)       | ↳ Voti validi (% su votanti)       | 257                          | 93,12                        | 251                           | 99,60                         |
| ↳ Schede non valide (% su votanti) | ↳ Schede non valide (% su votanti) | ↳ Schede non valide (% su votanti) | 19                           | 6,88                         | 1                             | 0,40                          |
| ↳ Astenuti (% su iscritti)         | ↳ Astenuti (% su iscritti)         | ↳ Astenuti (% su iscritti)         | 1 992                        | 87,83                        | 2 016                         | 88,89                         |

### XII legislatura
Le votazioni si svolsero in 508 collegi uninominali a doppio turno con la normativa del 1860 (al primo turno un numero di voti maggiore di un terzo degli iscritti al voto).
| Partito                            | Partito                            | Candidato                          | Primo turno 8 novembre 1874 | Primo turno 8 novembre 1874 | Ballottaggio 15 novembre 1874 | Ballottaggio 15 novembre 1874 |
| Partito                            | Partito                            | Candidato                          | Voti                        | %                           | Voti                          | %                             |
| ---------------------------------- | ---------------------------------- | ---------------------------------- | --------------------------- | --------------------------- | ----------------------------- | ----------------------------- |
|                                    | —                                  | Marco Minghetti                    | 685                         | 76,88                       | 597                           | 73,34                         |
|                                    | —                                  | Oreste Regnoli                     | 206                         | 23,12                       | 217                           | 26,66                         |
|                                    |                                    |                                    |                             |                             |                               |                               |
| Iscritti                           | Iscritti                           | Iscritti                           | 2 247                       | 100,00                      | 2 247                         | 100,00                        |
| ↳ Votanti (% su iscritti)          | ↳ Votanti (% su iscritti)          | ↳ Votanti (% su iscritti)          | 974                         | 43,35                       | 839                           | 37,34                         |
| ↳ Voti validi (% su votanti)       | ↳ Voti validi (% su votanti)       | ↳ Voti validi (% su votanti)       | 891                         | 91,48                       | 814                           | 97,02                         |
| ↳ Schede non valide (% su votanti) | ↳ Schede non valide (% su votanti) | ↳ Schede non valide (% su votanti) | 83                          | 8,52                        | 25                            | 2,98                          |
| ↳ Astenuti (% su iscritti)         | ↳ Astenuti (% su iscritti)         | ↳ Astenuti (% su iscritti)         | 1 273                       | 56,65                       | 1 408                         | 62,66                         |

Il deputato Minghetti optò peer il collegio di Legnago il 7 dicembre 1874 e fu indetta l'elezione suppletiva per il 3 gennaio 1875.
| Partito                            | Partito                            | Candidato                          | Primo turno 3 gennaio 1875 | Primo turno 3 gennaio 1875 | Ballottaggio 10 gennaio 1875 | Ballottaggio 10 gennaio 1875 |
| Partito                            | Partito                            | Candidato                          | Voti                       | %                          | Voti                         | %                            |
| ---------------------------------- | ---------------------------------- | ---------------------------------- | -------------------------- | -------------------------- | ---------------------------- | ---------------------------- |
|                                    | —                                  | Giuseppe Finzi                     | 485                        | 74,16                      | 482                          | 62,68                        |
|                                    | —                                  | Giovanni Rasponi                   | 169                        | 25,84                      | 287                          | 37,32                        |
|                                    |                                    |                                    |                            |                            |                              |                              |
| Iscritti                           | Iscritti                           | Iscritti                           | 2 211                      | 100,00                     | 2 211                        | 100,00                       |
| ↳ Votanti (% su iscritti)          | ↳ Votanti (% su iscritti)          | ↳ Votanti (% su iscritti)          | 679                        | 30,71                      | 776                          | 35,10                        |
| ↳ Voti validi (% su votanti)       | ↳ Voti validi (% su votanti)       | ↳ Voti validi (% su votanti)       | 654                        | 96,32                      | 769                          | 99,10                        |
| ↳ Schede non valide (% su votanti) | ↳ Schede non valide (% su votanti) | ↳ Schede non valide (% su votanti) | 25                         | 3,68                       | 7                            | 0,90                         |
| ↳ Astenuti (% su iscritti)         | ↳ Astenuti (% su iscritti)         | ↳ Astenuti (% su iscritti)         | 1 532                      | 69,29                      | 1 435                        | 64,90                        |

### XIII legislatura
Le votazioni si svolsero in 508 collegi uninominali a doppio turno con la normativa del 1860 (al primo turno un numero di voti maggiore di un terzo degli iscritti al voto).
| Partito                            | Partito                            | Candidato                          | Primo turno 5 novembre 1876 | Primo turno 5 novembre 1876 | Ballottaggio 12 novembre 1876 | Ballottaggio 12 novembre 1876 |
| Partito                            | Partito                            | Candidato                          | Voti                        | %                           | Voti                          | %                             |
| ---------------------------------- | ---------------------------------- | ---------------------------------- | --------------------------- | --------------------------- | ----------------------------- | ----------------------------- |
|                                    | —                                  | Gualtiero Sacchetti                | 572                         | 56,58                       | 652                           | 50,27                         |
|                                    | —                                  | Giuseppe Ceneri                    | 439                         | 43,42                       | 645                           | 49,73                         |
|                                    |                                    |                                    |                             |                             |                               |                               |
| Iscritti                           | Iscritti                           | Iscritti                           | 2 225                       | 100,00                      | 2 225                         | 100,00                        |
| ↳ Votanti (% su iscritti)          | ↳ Votanti (% su iscritti)          | ↳ Votanti (% su iscritti)          | 1 089                       | 48,94                       | 1 341                         | 60,27                         |
| ↳ Voti validi (% su votanti)       | ↳ Voti validi (% su votanti)       | ↳ Voti validi (% su votanti)       | 1 011                       | 92,84                       | 1 297                         | 96,72                         |
| ↳ Schede non valide (% su votanti) | ↳ Schede non valide (% su votanti) | ↳ Schede non valide (% su votanti) | 78                          | 7,16                        | 44                            | 3,28                          |
| ↳ Astenuti (% su iscritti)         | ↳ Astenuti (% su iscritti)         | ↳ Astenuti (% su iscritti)         | 1 136                       | 51,06                       | 884                           | 39,73                         |

### XIV legislatura
Le votazioni si svolsero in 508 collegi uninominali a doppio turno con la normativa del 1860 (al primo turno un numero di voti maggiore di un terzo degli iscritti al voto).
| Partito                            | Partito                            | Candidato                          | Primo turno 16 maggio 1880 | Primo turno 16 maggio 1880 | Ballottaggio 23 maggio 1880 | Ballottaggio 23 maggio 1880 |
| Partito                            | Partito                            | Candidato                          | Voti                       | %                          | Voti                        | %                           |
| ---------------------------------- | ---------------------------------- | ---------------------------------- | -------------------------- | -------------------------- | --------------------------- | --------------------------- |
|                                    | —                                  | Gualtiero Sacchetti                | 581                        | 48,02                      | 864                         | 52,46                       |
|                                    | —                                  | Augusro Mazzacurati                | 629                        | 51,98                      | 783                         | 47,54                       |
|                                    |                                    |                                    |                            |                            |                             |                             |
| Iscritti                           | Iscritti                           | Iscritti                           | 2 338                      | 100,00                     | 2 338                       | 100,00                      |
| ↳ Votanti (% su iscritti)          | ↳ Votanti (% su iscritti)          | ↳ Votanti (% su iscritti)          | 1 290                      | 55,18                      | 1 675                       | 71,64                       |
| ↳ Voti validi (% su votanti)       | ↳ Voti validi (% su votanti)       | ↳ Voti validi (% su votanti)       | 1 210                      | 93,80                      | 1 647                       | 98,33                       |
| ↳ Schede non valide (% su votanti) | ↳ Schede non valide (% su votanti) | ↳ Schede non valide (% su votanti) | 80                         | 6,20                       | 28                          | 1,67                        |
| ↳ Astenuti (% su iscritti)         | ↳ Astenuti (% su iscritti)         | ↳ Astenuti (% su iscritti)         | 1 048                      | 44,82                      | 663                         | 28,36                       |

### XV legislatura
Le votazioni si svolsero in 135 collegi plurinominali a doppio turno. Come previsto dalla legge elettorale politica del 24 settembre 1882, erano eletti al primo turno i candidati che «hanno ottenuto il maggior numero di voti, purché questo numero oltrepassi l'ottavo del numero degli elettori iscritti» (art. 74) secondo il numero di deputati previsto per il collegio; se il numero di eletti era inferiore al numero di deputati, il ballottaggio era tra i non eletti (in numero doppio rispetto ai deputati ancora da eleggere) che avevano il maggior numero di voti (art. 75) ed era eletto chi otteneva il maggior numero di voti nella seconda votazione (art. 77) oppure, in caso di ugual numero di voti, il maggiore d'età (art. 78).
| Partito                    | Partito                    | Candidato                  | Risultati 29 ottobre 1882 | Risultati 29 ottobre 1882 |
| Partito                    | Partito                    | Candidato                  | Voti                      | %                         |
| -------------------------- | -------------------------- | -------------------------- | ------------------------- | ------------------------- |
|                            | —                          | Antonio Marescalchi        | 8 202                     | 59,67                     |
|                            | —                          | Cesare Zanolini            | 7 783                     | 56,62                     |
|                            | —                          | Giuseppe Ceneri            | 6 953                     | 50,58                     |
|                            | —                          | Cesare Lugli               | 6 791                     | 49,40                     |
|                            | —                          | Marco MInghetti            | 5 394                     | 39,24                     |
|                            | —                          | Giovanni Battista Ercolani | 4 820                     | 35,06                     |
|                            | —                          | Gualtiero Sacchetti        | 4 338                     | 31,56                     |
|                            | —                          | Alessandro Guiccioli       | 4 167                     | 30,31                     |
|                            | —                          | Oreste Regnoli             | 3 972                     | 28,90                     |
|                            |                            |                            |                           |                           |
| Iscritti                   | Iscritti                   | Iscritti                   | 24 285                    | 100,00                    |
| ↳ Votanti (% su iscritti)  | ↳ Votanti (% su iscritti)  | ↳ Votanti (% su iscritti)  | 13 746                    | 56,60                     |
| ↳ Astenuti (% su iscritti) | ↳ Astenuti (% su iscritti) | ↳ Astenuti (% su iscritti) | 10 539                    | 43,40                     |

Il deputato Minghetti il 9 dicembre 1882 optò per il collegio di Verona II e fu indetta l'elezione suppletiva per il 7 gennaio 1883.
| Partito                            | Partito                            | Candidato                          | Risultati 7 gennaio 1883 | Risultati 7 gennaio 1883 |
| Partito                            | Partito                            | Candidato                          | Voti                     | %                        |
| ---------------------------------- | ---------------------------------- | ---------------------------------- | ------------------------ | ------------------------ |
|                                    | —                                  | Ferdinando Berti                   | 5 015                    | 54,75                    |
|                                    | —                                  | Quirico Filopanti                  | 4 144                    | 45,25                    |
|                                    |                                    |                                    |                          |                          |
| Iscritti                           | Iscritti                           | Iscritti                           | 22 219                   | 100,00                   |
| ↳ Votanti (% su iscritti)          | ↳ Votanti (% su iscritti)          | ↳ Votanti (% su iscritti)          | 9 761                    | 43,93                    |
| ↳ Voti validi (% su votanti)       | ↳ Voti validi (% su votanti)       | ↳ Voti validi (% su votanti)       | 9 159                    | 93,83                    |
| ↳ Schede non valide (% su votanti) | ↳ Schede non valide (% su votanti) | ↳ Schede non valide (% su votanti) | 602                      | 6,17                     |
| ↳ Astenuti (% su iscritti)         | ↳ Astenuti (% su iscritti)         | ↳ Astenuti (% su iscritti)         | 12 458                   | 56,07                    |

Il deputato Ceneri fu selezionato per eccedenza nel numero dei deputati professori il 20 giugno 1883 e fu indetta l'elezione suppletiva per il 26 agosto 1883.
| Partito                            | Partito                            | Candidato                          | Risultati 26 agosto 1883 | Risultati 26 agosto 1883 |
| Partito                            | Partito                            | Candidato                          | Voti                     | %                        |
| ---------------------------------- | ---------------------------------- | ---------------------------------- | ------------------------ | ------------------------ |
|                                    | —                                  | Enrico Panzacchi                   | 4 062                    | 54,57                    |
|                                    | —                                  | Giuseppe Ceneri                    | 2 724                    | 36,60                    |
|                                    | —                                  | Federico Bosi                      | 657                      | 8,83                     |
|                                    |                                    |                                    |                          |                          |
| Iscritti                           | Iscritti                           | Iscritti                           | 24 193                   | 100,00                   |
| ↳ Votanti (% su iscritti)          | ↳ Votanti (% su iscritti)          | ↳ Votanti (% su iscritti)          | 7 701                    | 31,83                    |
| ↳ Voti validi (% su votanti)       | ↳ Voti validi (% su votanti)       | ↳ Voti validi (% su votanti)       | 7 443                    | 96,65                    |
| ↳ Schede non valide (% su votanti) | ↳ Schede non valide (% su votanti) | ↳ Schede non valide (% su votanti) | 258                      | 3,35                     |
| ↳ Astenuti (% su iscritti)         | ↳ Astenuti (% su iscritti)         | ↳ Astenuti (% su iscritti)         | 16 492                   | 68,17                    |

Il deputato Berti morì il 2 settembre 1883 e fu indetta l'elezione suppletiva per il 7 ottobre 1883 e fu indetta l'elezione suppletiva per il 7 ottobre 1883.
| Partito                            | Partito                            | Candidato                          | Risultati 7 ottobre 1883 | Risultati 7 ottobre 1883 |
| Partito                            | Partito                            | Candidato                          | Voti                     | %                        |
| ---------------------------------- | ---------------------------------- | ---------------------------------- | ------------------------ | ------------------------ |
|                                    | —                                  | Augusto Mazzacorati                | 5 665                    | 63,30                    |
|                                    | —                                  | Pietro Baldini                     | 1 085                    | 12,12                    |
|                                    | —                                  | Aristide Venturini                 | 2 200                    | 24,58                    |
|                                    |                                    |                                    |                          |                          |
| Iscritti                           | Iscritti                           | Iscritti                           | 28 689                   | 100,00                   |
| ↳ Votanti (% su iscritti)          | ↳ Votanti (% su iscritti)          | ↳ Votanti (% su iscritti)          | 12 156                   | 42,37                    |
| ↳ Voti validi (% su votanti)       | ↳ Voti validi (% su votanti)       | ↳ Voti validi (% su votanti)       | 8 950                    | 73,63                    |
| ↳ Schede non valide (% su votanti) | ↳ Schede non valide (% su votanti) | ↳ Schede non valide (% su votanti) | 3 206                    | 26,37                    |
| ↳ Astenuti (% su iscritti)         | ↳ Astenuti (% su iscritti)         | ↳ Astenuti (% su iscritti)         | 16 533                   | 57,63                    |

Fu annullata l'elezione del deputato Panzacchi il 6 dicembre 1883 per intelligibilità ed incompatibilità, essendo egli professore di letteratura e storia, bibliotecario e direttore dell''istituto di Belle Arti in Bologna. Fu indetta l'elezione suppletiva per il 30 dicembre 1883.
| Partito                            | Partito                            | Candidato                          | Risultati 30 dicembre 1883 | Risultati 30 dicembre 1883 |
| Partito                            | Partito                            | Candidato                          | Voti                       | %                          |
| ---------------------------------- | ---------------------------------- | ---------------------------------- | -------------------------- | -------------------------- |
|                                    | —                                  | Pietro Baldini                     | 5 437                      | 65,98                      |
|                                    | —                                  | Gustavo Vicini                     | 2 804                      | 34,02                      |
|                                    |                                    |                                    |                            |                            |
| Iscritti                           | Iscritti                           | Iscritti                           | 28 498                     | 100,00                     |
| ↳ Votanti (% su iscritti)          | ↳ Votanti (% su iscritti)          | ↳ Votanti (% su iscritti)          | 8 616                      | 30,23                      |
| ↳ Voti validi (% su votanti)       | ↳ Voti validi (% su votanti)       | ↳ Voti validi (% su votanti)       | 8 241                      | 95,65                      |
| ↳ Schede non valide (% su votanti) | ↳ Schede non valide (% su votanti) | ↳ Schede non valide (% su votanti) | 375                        | 4,35                       |
| ↳ Astenuti (% su iscritti)         | ↳ Astenuti (% su iscritti)         | ↳ Astenuti (% su iscritti)         | 19 882                     | 69,77                      |

Il deputato Zanolini il 19 luglio 1884.fu promosso colonnello e fu indetta l'elezione suppletiva per il 26 agosto 1884.
| Partito                            | Partito                            | Candidato                          | Risultati 26 agosto 1884 | Risultati 26 agosto 1884 |
| Partito                            | Partito                            | Candidato                          | Voti                     | %                        |
| ---------------------------------- | ---------------------------------- | ---------------------------------- | ------------------------ | ------------------------ |
|                                    | —                                  | Cesare Zanolini                    | 3 790                    | 90,09                    |
|                                    | —                                  | Augusto Mazzacorati                | 417                      | 9,91                     |
|                                    |                                    |                                    |                          |                          |
| Iscritti                           | Iscritti                           | Iscritti                           | 22 830                   | 100,00                   |
| ↳ Votanti (% su iscritti)          | ↳ Votanti (% su iscritti)          | ↳ Votanti (% su iscritti)          | 4 539                    | 19,88                    |
| ↳ Voti validi (% su votanti)       | ↳ Voti validi (% su votanti)       | ↳ Voti validi (% su votanti)       | 4 207                    | 92,69                    |
| ↳ Schede non valide (% su votanti) | ↳ Schede non valide (% su votanti) | ↳ Schede non valide (% su votanti) | 332                      | 7,31                     |
| ↳ Astenuti (% su iscritti)         | ↳ Astenuti (% su iscritti)         | ↳ Astenuti (% su iscritti)         | 18 291                   | 80,12                    |

### XVI legislatura
Le votazioni si svolsero in 135 collegi plurinominali a doppio turno con la normativa del 1882 (al primo turno un numero di voti maggiore di un ottavo degli iscritti al voto).
| Partito                    | Partito                    | Candidato                  | Risultati 23 maggio 1886 | Risultati 23 maggio 1886 |
| Partito                    | Partito                    | Candidato                  | Voti                     | %                        |
| -------------------------- | -------------------------- | -------------------------- | ------------------------ | ------------------------ |
|                            | —                          | Cesare Lugli               | 9 629                    | 56,32                    |
|                            | —                          | Pietro Baldini             | 9 506                    | 55,60                    |
|                            | —                          | Augusto Mazzacorati        | 9 429                    | 55,15                    |
|                            | —                          | Gualtiero Sacchetti        | 9 219                    | 53,92                    |
|                            | —                          | Cesare Zanolini            | 6 934                    | 40,55                    |
|                            | —                          | Giuseppe Ceneri            | 6 765                    | 39,57                    |
|                            | —                          | Pietro Loreta              | 6 501                    | 38,02                    |
|                            | —                          | Rodolfo Rossi              | 6 349                    | 37,13                    |
|                            | —                          | Amilcare Cipriani          | 461                      | 2,70                     |
|                            |                            |                            |                          |                          |
| Iscritti                   | Iscritti                   | Iscritti                   | 29 143                   | 100,00                   |
| ↳ Votanti (% su iscritti)  | ↳ Votanti (% su iscritti)  | ↳ Votanti (% su iscritti)  | 17 098                   | 58,67                    |
| ↳ Astenuti (% su iscritti) | ↳ Astenuti (% su iscritti) | ↳ Astenuti (% su iscritti) | 12 045                   | 41,33                    |

Il deputato Mazzacorati il 15 novembre 1888 diede le dimissioni e l'elezione suppletiva fu indetta per il 16 dicembre 1888.
| Partito                            | Partito                            | Candidato                          | Risultati 16 dicembre 1888 | Risultati 16 dicembre 1888 |
| Partito                            | Partito                            | Candidato                          | Voti                       | %                          |
| ---------------------------------- | ---------------------------------- | ---------------------------------- | -------------------------- | -------------------------- |
|                                    | —                                  | Pietro Loreta                      | 5 764                      | 98,78                      |
|                                    | —                                  | Quirico Filopanti                  | 71                         | 1,22                       |
|                                    |                                    |                                    |                            |                            |
| Iscritti                           | Iscritti                           | Iscritti                           | 30 621                     | 100,00                     |
| ↳ Votanti (% su iscritti)          | ↳ Votanti (% su iscritti)          | ↳ Votanti (% su iscritti)          | 6 083                      | 19,87                      |
| ↳ Voti validi (% su votanti)       | ↳ Voti validi (% su votanti)       | ↳ Voti validi (% su votanti)       | 5 835                      | 95,92                      |
| ↳ Schede non valide (% su votanti) | ↳ Schede non valide (% su votanti) | ↳ Schede non valide (% su votanti) | 248                        | 4,08                       |
| ↳ Astenuti (% su iscritti)         | ↳ Astenuti (% su iscritti)         | ↳ Astenuti (% su iscritti)         | 24 538                     | 80,13                      |

Il deputato Loreta morì il 20 luglio 1889 e fu indetta l'elezione suppletiva per il 18 agosto 1889.
| Partito                            | Partito                            | Candidato                          | Risultati 18 agosto 1889 | Risultati 18 agosto 1889 |
| Partito                            | Partito                            | Candidato                          | Voti                     | %                        |
| ---------------------------------- | ---------------------------------- | ---------------------------------- | ------------------------ | ------------------------ |
|                                    | —                                  | Giuseppe Ruggi                     | 4 393                    | 56,76                    |
|                                    | —                                  | Augusto Murri                      | 3 346                    | 43,24                    |
|                                    |                                    |                                    |                          |                          |
| Iscritti                           | Iscritti                           | Iscritti                           | 30 920                   | 100,00                   |
| ↳ Votanti (% su iscritti)          | ↳ Votanti (% su iscritti)          | ↳ Votanti (% su iscritti)          | 7 997                    | 25,86                    |
| ↳ Voti validi (% su votanti)       | ↳ Voti validi (% su votanti)       | ↳ Voti validi (% su votanti)       | 7 739                    | 96,77                    |
| ↳ Schede non valide (% su votanti) | ↳ Schede non valide (% su votanti) | ↳ Schede non valide (% su votanti) | 258                      | 3,23                     |
| ↳ Astenuti (% su iscritti)         | ↳ Astenuti (% su iscritti)         | ↳ Astenuti (% su iscritti)         | 22 923                   | 74,14                    |

### XVII legislatura
Le votazioni si svolsero in 135 collegi plurinominali a doppio turno con la normativa del 1882 (al primo turno un numero di voti maggiore di un ottavo degli iscritti al voto).
| Partito                    | Partito                    | Candidato                  | Risultati 22 novembre 1890 | Risultati 22 novembre 1890 |
| Partito                    | Partito                    | Candidato                  | Voti                       | %                          |
| -------------------------- | -------------------------- | -------------------------- | -------------------------- | -------------------------- |
|                            | —                          | Cesare Lugli               | 8 807                      | 66,50                      |
|                            | —                          | Gualtiero Sacchetti        | 8 652                      | 65,33                      |
|                            | —                          | Gaetano Tacconi            | 8 299                      | 62,66                      |
|                            | —                          | Rodolfo Rossi              | 8 147                      | 61,51                      |
|                            | —                          | Cesare Zanolini            | 4 388                      | 33,13                      |
|                            | —                          | Quirico Filopanti          | 4 213                      | 31,81                      |
|                            | —                          | Alessandro Fortis          | 3 491                      | 26,36                      |
|                            | —                          | Enrico Forlai              | 3 599                      | 27,17                      |
|                            |                            |                            |                            |                            |
| Iscritti                   | Iscritti                   | Iscritti                   | 31 563                     | 100,00                     |
| ↳ Votanti (% su iscritti)  | ↳ Votanti (% su iscritti)  | ↳ Votanti (% su iscritti)  | 13 244                     | 41,96                      |
| ↳ Astenuti (% su iscritti) | ↳ Astenuti (% su iscritti) | ↳ Astenuti (% su iscritti) | 18 319                     | 58,04                      |

### XVIII legislatura
Le votazioni si svolsero in 508 collegi uninominali a doppio turno. Come previsto dalla legge elettorale politica del 28 giugno 1892, era eletto al primo turno il candidato che «ha ottenuto un numero di voti maggiore del sesto del numero totale degli elettori iscritti nella lista del collegio e più della metà dei suffragi dati dai votanti» escludendo le schede nulle (art. 74). Se nessun candidato era eletto, al ballottaggio tra i due candidati con più voti (art. 75) era eletto chi otteneva il maggior numero di voti oppure, in caso di ugual numero di voti, il maggiore d'età (art. 77).
| Partito                            | Partito                            | Candidato                          | Risultati 6 novembre 1892 | Risultati 6 novembre 1892 |
| Partito                            | Partito                            | Candidato                          | Voti                      | %                         |
| ---------------------------------- | ---------------------------------- | ---------------------------------- | ------------------------- | ------------------------- |
|                                    | —                                  | Gualtiero Sacchetti                | 1 667                     | 55,92                     |
|                                    | —                                  | Alberto Ghillini                   | 1 314                     | 44,08                     |
|                                    |                                    |                                    |                           |                           |
| Iscritti                           | Iscritti                           | Iscritti                           | 7 075                     | 100,00                    |
| ↳ Votanti (% su iscritti)          | ↳ Votanti (% su iscritti)          | ↳ Votanti (% su iscritti)          | 3 184                     | 45,00                     |
| ↳ Voti validi (% su votanti)       | ↳ Voti validi (% su votanti)       | ↳ Voti validi (% su votanti)       | 2 981                     | 93,62                     |
| ↳ Schede non valide (% su votanti) | ↳ Schede non valide (% su votanti) | ↳ Schede non valide (% su votanti) | 203                       | 6,38                      |
| ↳ Astenuti (% su iscritti)         | ↳ Astenuti (% su iscritti)         | ↳ Astenuti (% su iscritti)         | 3 891                     | 55,00                     |

### XIX legislatura
Le votazioni si svolsero in 508 collegi uninominali a doppio turno con la normativa del 1892 (al primo turno un numero di voti maggiore di un sesto degli iscritti al voto).
| Partito                            | Partito                            | Candidato                          | Risultati 26 maggio 1895 | Risultati 26 maggio 1895 |
| Partito                            | Partito                            | Candidato                          | Voti                     | %                        |
| ---------------------------------- | ---------------------------------- | ---------------------------------- | ------------------------ | ------------------------ |
|                                    | —                                  | Gualtiero Sacchetti                | 2 079                    | 58,15                    |
|                                    | —                                  | Alberto Ghillini                   | 1 496                    | 41,85                    |
|                                    |                                    |                                    |                          |                          |
| Iscritti                           | Iscritti                           | Iscritti                           | 6 676                    | 100,00                   |
| ↳ Votanti (% su iscritti)          | ↳ Votanti (% su iscritti)          | ↳ Votanti (% su iscritti)          | 3 747                    | 56,13                    |
| ↳ Voti validi (% su votanti)       | ↳ Voti validi (% su votanti)       | ↳ Voti validi (% su votanti)       | 3 575                    | 95,41                    |
| ↳ Schede non valide (% su votanti) | ↳ Schede non valide (% su votanti) | ↳ Schede non valide (% su votanti) | 172                      | 4,59                     |
| ↳ Astenuti (% su iscritti)         | ↳ Astenuti (% su iscritti)         | ↳ Astenuti (% su iscritti)         | 2 929                    | 43,87                    |

### XX legislatura
Le votazioni si svolsero in 508 collegi uninominali a doppio turno con la normativa del 1892 (al primo turno un numero di voti maggiore di un sesto degli iscritti al voto).
| Partito                            | Partito                            | Candidato                          | Primo turno 21 marzo 1897 | Primo turno 21 marzo 1897 | Ballottaggio 28 marzo 1897 | Ballottaggio 28 marzo 1897 |
| Partito                            | Partito                            | Candidato                          | Voti                      | %                         | Voti                       | %                          |
| ---------------------------------- | ---------------------------------- | ---------------------------------- | ------------------------- | ------------------------- | -------------------------- | -------------------------- |
|                                    | —                                  | Alberto Ghillini                   | 1 517                     | 44,55                     | 2 393                      | 53,52                      |
|                                    | —                                  | Gualtiero Sacchetti                | 1 529                     | 44,90                     | 2 078                      | 46,48                      |
|                                    | —                                  | Luigi Guadagnini                   | 359                       | 10,54                     |                            |                            |
|                                    |                                    |                                    |                           |                           |                            |                            |
| Iscritti                           | Iscritti                           | Iscritti                           | 6 604                     | 100,00                    | 6 604                      | 100,00                     |
| ↳ Votanti (% su iscritti)          | ↳ Votanti (% su iscritti)          | ↳ Votanti (% su iscritti)          | 3 569                     | 54,04                     | 4 610                      | 69,81                      |
| ↳ Voti validi (% su votanti)       | ↳ Voti validi (% su votanti)       | ↳ Voti validi (% su votanti)       | 3 405                     | 95,40                     | 4 471                      | 96,98                      |
| ↳ Schede non valide (% su votanti) | ↳ Schede non valide (% su votanti) | ↳ Schede non valide (% su votanti) | 164                       | 4,60                      | 139                        | 3,02                       |
| ↳ Astenuti (% su iscritti)         | ↳ Astenuti (% su iscritti)         | ↳ Astenuti (% su iscritti)         | 3 035                     | 45,96                     | 1 994                      | 30,19                      |

### XXI legislatura
Le votazioni si svolsero in 508 collegi uninominali a doppio turno con la normativa del 1892 (al primo turno un numero di voti maggiore di un sesto degli iscritti al voto).

### XXII legislatura
Le votazioni si svolsero in 508 collegi uninominali a doppio turno con la normativa del 1892 (al primo turno un numero di voti maggiore di un sesto degli iscritti al voto).

### XXIII legislatura
Le votazioni si svolsero in 508 collegi uninominali a doppio turno con la normativa del 1892 (al primo turno un numero di voti maggiore di un sesto degli iscritti al voto).

### XXIV legislatura
Le votazioni si svolsero negli stessi 508 collegi uninominali già esistenti ma, come previsto dal regio decreto del 26 giugno 1913, era eletto al primo turno il candidato che «ha ottenuto un numero di voti maggiore del decimo del numero totale degli elettori del collegio e più della metà dei suffragi dati dai votanti» escludendo le schede nulle (art. 91). Se nessun candidato era eletto, al ballottaggio tra i due candidati con più voti (art. 92) era eletto chi otteneva il maggior numero di voti oppure, in caso di ugual numero di voti, il maggiore d'età (art. 93).

### XXV legislatura
Le votazioni si svolsero in 54 collegi di lista. Come previsto dal regio decreto del 2 settembre 1919, il numero di eletti per ogni lista era calcolato sulla base dei voti di lista e sul numero di voti dei candidati al di fuori della propria lista; la graduatoria tra i candidati era calcolata sommando i voti di lista e i propri voti di preferenza sia nella lista sia fuori dalla lista (art. 84).

### XXVI legislatura
Le votazioni si svolsero in 40 collegi (39 di lista e uno uninominale) con la normativa del 1919 che per i collegi di lista stabiliva il numero di eletti per ogni lista sulla base dei voti di lista e sul numero di voti dei candidati al di fuori della propria lista.
| Partito                            | Partito                            | Risultati 15 maggio 1921 | Risultati 15 maggio 1921 | Risultati 15 maggio 1921 | Seggi | Seggi |
| Partito                            | Partito                            | Voti                     | %                        | ±                        | Num   | ±     |
| ---------------------------------- | ---------------------------------- | ------------------------ | ------------------------ | ------------------------ | ----- | ----- |
|                                    | Socialista ufficiale               | 110 105                  | 35,18                    | n.d.                     | 7     | n.d.  |
|                                    | Blocco nazionale                   | 96 267                   | 30,76                    | n.d.                     | 6     | n.d.  |
|                                    | Popolare italiano                  | 42 549                   | 13,60                    | n.d.                     | 3     | n.d.  |
|                                    | Repubblicano                       | 34 758                   | 11,11                    | n.d.                     | 2     | n.d.  |
|                                    | Comunista                          | 29 284                   | 9,36                     | n.d.                     | 2     | n.d.  |
|                                    |                                    |                          |                          |                          |       |       |
| Iscritti                           | Iscritti                           | 454 300                  | 100,00                   |                          |       |       |
| ↳ Votanti (% su iscritti)          | ↳ Votanti (% su iscritti)          | 316 948                  | 69,77                    | n.d.                     |       |       |
| ↳ Voti validi (% su votanti)       | ↳ Voti validi (% su votanti)       | 312 963                  | 98,74                    |                          |       |       |
| ↳ Schede non valide (% su votanti) | ↳ Schede non valide (% su votanti) | 3 985                    | 1,26                     |                          |       |       |
| ↳ Astenuti (% su iscritti)         | ↳ Astenuti (% su iscritti)         | 137 352                  | 30,23                    |                          |       |       |

| Eletti | Eletti                        |
| ------ | ----------------------------- |
|        | Gaetano Zirardini             |
|        | Genuzio Bentini               |
|        | Nullo Baldini                 |
|        | Andrea Ercolani               |
|        | Luigi Fabbri                  |
|        | Edoardo Temistocle Bogiankino |
|        | Francesco Zanardi             |
|        | Benito Mussolini              |
|        | Vico Mantovani                |
|        | Giuseppe Aldo Oviglio         |
|        | Leopoldo Tumiati              |
|        | Pietro Sitta                  |
|        | Dino Grandi                   |
|        | Fulvio Milani                 |
|        | Carlo Zucchini                |
|        | Giovanni Braschi              |
|        | Ulderico Mazzolani            |
|        | Cino Macrelli                 |
|        | Anselmo Marabini              |
|        | Ettore Croce                  |